# Nicolas Calas
Nicolas Calas, ou Kalas (em grego: Νικόλαος Κάλας ) (Lausanne, Suíça, 27 de maio de 1907 - Nova Iorque, 31 de dezembro de 1988) é o pseudônimo de Nikólaos (corruptela: Nikos) Kalamaris (em grego: Νικόλαος Καλαμάρης, ou Νίκος), o qual foi um poeta e ensaísta grego naturalizado americano.

Prenunciador do Surrealismo ortodoxo que seria introduzido mais tarde em seu país por Andreas Embirikos. Na Grécia também usou os pseudónimos Nikíta Randós (em grego: Νικήτας Ράντος ) e M. Spieros (em grego: Μ. Σπιέρος ). 
Embora tenha vivido por muitos anos em Nova Iorque, escreveu seus poemas, basicamente, em Demótico, o idioma grego moderno. São cheios de uma veia sibilina e sarcástica que, conforme o poeta e tradutor greco-americano Kímon Friar, o aproximam do cartoon, com sua ironia "que contém o subconsciente" à moda dos franceses Benjamin Péret e Jacques Vaché, embora com raízes autóctones, provindo dos epigramas da lírica greca dos períodos helenístico, romano e bizantino. 

## Carreira
Permaneceu algum tempo em Lisboa, onde colaborou na revista Variante de António Pedro. Foi professor de Arte na Universidade Fairleigh Dickinson.